# Nadieżda Jewstiuchina
Nadieżda Aleksandrowna Jewstiuchina, ros. Надежда Александровна Евстюхина (ur. 27 maja 1988 w Bałaszychie) – rosyjska sztangistka, mistrzyni i dwukrotna wicemistrzyni świata, dwukrotna mistrzyni Europy.
Największym jej sukcesem jest brązowy medal igrzysk olimpijskich w Pekinie. Startuje w kategorii do 75 kg. 31 sierpnia 2016 roku pozbawiono jej brązowego medalu za stosowanie środków niedozwolonych.